# 宮城県岩出山高等学校
宮城県岩出山高等学校（みやぎけん いわでやまこうとうがっこう）は、宮城県大崎市岩出山字城山にある男女共学の県立高等学校。通称は「岩高」（いわこう）。

## 概要
校舎は鉄筋コンクリートの2棟からなる。普通科でありながら全国商業高等学校協会に属し、選択授業として簿記・情報の授業がある。これは開校当時、旧岩出山町内にあった製糸場で働く女性のための学校として設立されたことに由来する。
伊達政宗が岩出山地域で青年時代を過ごしたことから催されている「政宗公まつり」には、全校体制で様々な形で参加している。

## 沿革
- 1929年4月8日 - 岩出山町立岩出山実科高等女学校として開校
- 1943年4月1日 - 宮城県岩出山高等女学校となる
- 1948年4月1日 - 玉造郡2町6村の組合立宮城県岩出山高等学校となる

- 1948年7月1日 - 真山・川渡に定時制設置
- 1949年4月1日 - 組合立より宮城県に移管、男女共学となる
- 1953年1月31日 - 校旗および校歌制定
- 2001年3月23日 - 校訓制定

## 交通
- 旧岩出山城址に位置する。
- JR東日本陸羽東線 岩出山駅・有備館駅より徒歩15分

## 部活動
| 運動部 - 弓道部 - バドミントン部 - バレー部 - バスケットボール部 - ソフトテニス部 - 硬式野球部 - 陸上競技部 - サッカー部 - ソフトボール部 - 卓球部 | 文化部 - ダンス部 - 演劇部 - 美術部 - 伝統文化部 - 吹奏楽部 - 調理研究部 - ボランティア部 - 実務部 |

### 定期戦
以前は、定員や男女比がほぼ同じだった涌谷高校と定期戦（部活動の対抗戦）を毎年行ない、交流を深め合っていた。

## 著名な卒業生

### 芸能
- 大島蓉子 - 女優
- 黄泉 - ヴィジュアル系ロックバンドナイトメアメンバー

### スポーツ
- 今野龍太 - プロ野球選手（東北楽天ゴールデンイーグルス所属）